# БАЗ Т9016 «Подорожник»
БАЗ-Т9016 «Подорожник» — вантажівка вантажопідйомністю 6,0 т виробництва індійської компанії Ashok Leyland, що складається на ПрАТ «Бориспільський автозавод» (с. Проліски Київська область). Автомобіль є копією Ashok Leyland 9016 сімейства Ecomet, створеного на основі Ford Cargo.
Автомобіль комплектується чотиритактним дизельним двигуном з турбонаддувом HA6DTI 3 NE Євро-2,3, об´ємом 5759 см3, 163 к.с., крутним моментом 540 Нм. КПП — механічна 6 ступенева. АБС. Колісні диски та шини 10/R20. 
З початку 2013 року автомобіль складається в Україні.